# Campionati italiani di sci alpino 2014
I Campionati italiani di sci alpino 2014 si sono svolti a Bormio il 30 dicembre 2013 e a Livigno e Santa Caterina Valfurva dal 29 marzo al 2 aprile 2014. Il programma ha incluso gare di discesa libera, supergigante, slalom gigante, slalom speciale e supercombinata, tutte sia maschili sia femminili.
Trattandosi di competizioni valide anche ai fini del punteggio FIS, vi hanno partecipato anche sciatori di altre federazioni, senza che questo consentisse loro di concorrere al titolo nazionale italiano. 

## Risultati

### Uomini

#### Discesa libera
| Pos. | Atleta           | Nazione  | Tempo   |
| ---- | ---------------- | -------- | ------- |
| 1    | Marc Berthod     | Svizzera | 1:21,86 |
| 2    | Maxence Muzaton  | Francia  | 1:22,26 |
| 3    | Klaus Brandner   | Germania | 1:22,31 |
| 4    | Peter Fill       | Italia   | 1:22,38 |
| 4    | Werner Heel      | Italia   | 1:22,38 |
| 6    | Matteo Marsaglia | Italia   | 1:22,52 |
| 7    | Dominik Paris    | Italia   | 1:22,53 |
| 8    | Siegmar Klotz    | Italia   | 1:22,54 |
| 9    | Andreas Sander   | Germania | 1:22,79 |
| 10   | Nicolas Raffort  | Francia  | 1:22,91 |

Data: 1º aprile 2014

Località: Santa Caterina Valfurva

Ore: 

Pista: Deborah Compagnoni

Partenza: 2 435 m s.l.m.

Arrivo: 1 745 m s.l.m.

Dislivello: 690 m

Tracciatore: Alberto Ghidoni

#### Supergigante
| Pos. | Atleta            | Nazione  | Tempo   |
| ---- | ----------------- | -------- | ------- |
| 1    | Matteo Marsaglia  | Italia   | 1:09,46 |
| 2    | Alek Glebov       | Russia   | 1:09,80 |
| 3    | Mattia Casse      | Italia   | 1:10,19 |
| 4    | Werner Heel       | Italia   | 1:10,40 |
| 5    | Dominik Paris     | Italia   | 1:10,41 |
| 6    | David Poisson     | Francia  | 1:10,42 |
| 7    | Marc Berthod      | Svizzera | 1:10,48 |
| 8    | Fabio Renz        | Germania | 1:10,76 |
| 8    | Andreas Sander    | Germania | 1:10,76 |
| 10   | Silvan Zurbriggen | Svizzera | 1:10,93 |

Data: 2 aprile 2014

Località: Santa Caterina Valfurva

Ore: 

Pista: Deborah Compagnoni

Partenza: 2 265 m s.l.m.

Arrivo: 1 745 m s.l.m.

Dislivello: 520 m

Tracciatore: Alberto Ghezze

#### Slalom gigante
| Pos. | Atleta                | Nazione  | Tempo   |
| ---- | --------------------- | -------- | ------- |
| 1    | Roberto Nani          | Italia   | 1:58,22 |
| 2    | Matteo Marsaglia      | Italia   | 1:58,27 |
| 3    | Florian Eisath        | Italia   | 1:58,73 |
| 4    | Alexander Ploner      | Italia   | 1:58,75 |
| 5    | Sandro Jenal          | Svizzera | 1:58,80 |
| 6    | Massimiliano Blardone | Italia   | 1:58,81 |
| 7    | Alex Zingerle         | Italia   | 1:58,87 |
| 8    | Luca De Aliprandini   | Italia   | 1:58,98 |
| 9    | Michael Gufler        | Italia   | 1:59,03 |
| 10   | Giulio Bosca          | Italia   | 1:59,10 |

Data: 29 marzo 2014

Località: Livigno

1ª manche:

Ore: 

Pista: 

Partenza: 

Arrivo: 

Dislivello: 

Tracciatore: 

2ª manche:

Ore: 

Pista: 

Partenza: 

Arrivo: 

Dislivello: 

Tracciatore: 

#### Slalom speciale
| Pos. | Atleta            | Nazione  | Tempo   |
| ---- | ----------------- | -------- | ------- |
| 1    | Stefano Gross     | Italia   | 1:25,29 |
| 2    | Roberto Nani      | Italia   | 1:25,86 |
| 3    | Giuliano Razzoli  | Italia   | 1:26,09 |
| 4    | Riccardo Tonetti  | Italia   | 1:26,10 |
| 5    | Manfred Mölgg     | Italia   | 1:26,17 |
| 6    | Patrick Thaler    | Italia   | 1:26,67 |
| 7    | Sandro Boner      | Svizzera | 1:26,85 |
| 8    | Cristian Deville  | Italia   | 1:27,09 |
| 9    | Giovanni Borsotti | Italia   | 1:27,10 |
| 10   | Dominik Stehle    | Germania | 1:27,38 |

Data: 30 dicembre 2013

Località: Bormio

1ª manche:

Ore: 

Pista: Stelvio

Partenza: 1 415 m s.l.m.

Arrivo: 1 245 m s.l.m.

Dislivello: 170 m

Tracciatore: Angelo Weiss

2ª manche:

Ore: 

Pista: Stelvio

Partenza: 1 415 m s.l.m.

Arrivo: 1 245 m s.l.m.

Dislivello: 170 m

Tracciatore: G. Del Dio

#### Supercombinata
| Pos. | Atleta           | Nazione  | Tempo   |
| ---- | ---------------- | -------- | ------- |
| 1    | Matteo Marsaglia | Italia   | 2:06,23 |
| 2    | Riccardo Tonetti | Italia   | 2:06,77 |
| 3    | Peter Fill       | Italia   | 2:06,86 |
| 4    | Andy Plank       | Italia   | 2:06,88 |
| 5    | Paolo Pangrazzi  | Italia   | 2:06,90 |
| 6    | Marc Berthod     | Svizzera | 2:06,93 |
| 7    | Siegmar Klotz    | Italia   | 2:07,08 |
| 8    | Giulio Bosca     | Italia   | 2:07,36 |
| 9    | Nicolas Raffort  | Francia  | 2:07,47 |
| 10   | Klaus Brandner   | Germania | 2:07,59 |

Data: 1º aprile 2014

Località: Santa Caterina Valfurva

1ª manche:

Ore: 

Pista: Deborah Compagnoni

Partenza: 2 435 m s.l.m.

Arrivo: 1 745 m s.l.m.

Dislivello: 690 m

Tracciatore: Alberto Ghidoni

2ª manche:

Ore: 

Pista: 

Partenza: 

Arrivo: 

Dislivello: 

Tracciatore: 

### Donne

#### Discesa libera
| Pos. | Atleta              | Nazione  | Tempo   |
| ---- | ------------------- | -------- | ------- |
| 1    | Michaela Wenig      | Germania | 1:24,47 |
| 2    | Verena Stuffer      | Italia   | 1:24,64 |
| 3    | Daniela Merighetti  | Italia   | 1:24,81 |
| 4    | Camilla Borsotti    | Italia   | 1:25,10 |
| 5    | Nadia Fanchini      | Italia   | 1:25,16 |
| 6    | Jasmine Flury       | Svizzera | 1:25,29 |
| 7    | Priska Nufer        | Svizzera | 1:25,47 |
| 8    | Francesca Marsaglia | Italia   | 1:25,61 |
| 9    | Johanna Schnarf     | Italia   | 1:26,01 |
| 10   | Elena Curtoni       | Italia   | 1:26,10 |

Data: 1º aprile 2014

Località: Santa Caterina Valfurva

Ore: 

Pista: Deborah Compagnoni

Partenza: 2 435 m s.l.m.

Arrivo: 1 745 m s.l.m.

Dislivello: 690 m

Tracciatore: Alberto Ghidoni

#### Supergigante
| Pos. | Atleta                | Nazione  | Tempo   |
| ---- | --------------------- | -------- | ------- |
| 1    | Nadia Fanchini        | Italia   | 1:13,32 |
| 2    | Camilla Borsotti      | Italia   | 1:14,15 |
| 3    | Elena Curtoni         | Italia   | 1:14,35 |
| 4    | Francesca Marsaglia   | Italia   | 1:14,37 |
| 5    | Priska Nufer          | Svizzera | 1:14,42 |
| 6    | Andrea Fischbacher    | Austria  | 1:14,57 |
| 7    | Verena Stuffer        | Italia   | 1:14,58 |
| 8    | Michaela Wenig        | Germania | 1:14,69 |
| 9    | Johanna Schnarf       | Italia   | 1:14,80 |
| 10   | Lisa Magdalena Agerer | Italia   | 1:14,81 |

Data: 2 aprile 2014

Località: Santa Caterina Valfurva

Ore: 

Pista: Deborah Compagnoni

Partenza: 2 265 m s.l.m.

Arrivo: 1 745 m s.l.m.

Dislivello: 520 m

Tracciatore: Alberto Ghezze

#### Slalom gigante
| Pos. | Atleta                  | Nazione  | Tempo   |
| ---- | ----------------------- | -------- | ------- |
| 1    | Marta Bassino           | Italia   | 1:54,80 |
| 2    | Francesca Marsaglia     | Italia   | 1:54,88 |
| 3    | Nicole Agnelli          | Italia   | 1:55,30 |
| 4    | Nadia Fanchini          | Italia   | 1:55,46 |
| 5    | Sabrina Fanchini        | Italia   | 1:55,49 |
| 6    | Elena Curtoni           | Italia   | 1:55,59 |
| 7    | Karoline Pichler        | Italia   | 1:55,78 |
| 8    | Valentina Cillara Rossi | Italia   | 1:56,07 |
| 9    | Jole Galli              | Italia   | 1:56,34 |
| 10   | Simone Wild             | Svizzera | 1:56,36 |

Data: 30 marzo 2014

Località: Livigno

1ª manche:

Ore: 

Pista: 

Partenza: 

Arrivo: 

Dislivello: 

Tracciatore: 

2ª manche:

Ore: 

Pista: 

Partenza: 

Arrivo: 

Dislivello: 

Tracciatore: 

#### Slalom speciale
| Pos. | Atleta              | Nazione    | Tempo   |
| ---- | ------------------- | ---------- | ------- |
| 1    | Chiara Costazza     | Italia     | 1:33,83 |
| 2    | Adeline Baud        | Francia    | 1:34,18 |
| 3    | Nastasia Noens      | Francia    | 1:34,20 |
| 4    | Anne-Sophie Barthet | Francia    | 1:34,56 |
| 5    | Marion Bertrand     | Francia    | 1:34,68 |
| 6    | Taïna Barioz        | Francia    | 1:34,79 |
| 7    | Sarah Pardeller     | Italia     | 1:34,97 |
| 8    | Nadja Vogel         | Svizzera   | 1:34,98 |
| 9    | Marta Benzoni       | Italia     | 1:35,29 |
| 10   | Jana Gantnerová     | Slovacchia | 1:35,38 |

Data: 30 dicembre 2013

Località: Bormio

1ª manche:

Ore: 

Pista: Stelvio

Partenza: 1 415 m s.l.m.

Arrivo: 1 245 m s.l.m.

Dislivello: 170 m

Tracciatore: Livio Magoni

2ª manche:

Ore: 

Pista: Stelvio

Partenza: 1 415 m s.l.m.

Arrivo: 1 245 m s.l.m.

Dislivello: 170 m

Tracciatore: F. Lorenzi

#### Supercombinata
| Pos. | Atleta                | Nazione  | Tempo   |
| ---- | --------------------- | -------- | ------- |
| 1    | Camilla Borsotti      | Italia   | 2:12,26 |
| 2    | Francesca Marsaglia   | Italia   | 2:13,33 |
| 3    | Priska Nufer          | Svizzera | 2:13,63 |
| 4    | Federica Brignone     | Italia   | 2:13,83 |
| 5    | Elena Curtoni         | Italia   | 2:13,87 |
| 6    | Anna Hofer            | Italia   | 2:14,61 |
| 7    | Jasmine Flury         | Svizzera | 2:14,62 |
| 8    | Ida Giardini          | Italia   | 2:14,81 |
| 9    | Marta Bassino         | Italia   | 2:15,62 |
| 10   | Lisa Magdalena Agerer | Italia   | 2:15,77 |

Data: 1º aprile 2014

Località: Santa Caterina Valfurva

1ª manche:

Ore: 

Pista: Deborah Compagnoni

Partenza: 2 435 m s.l.m.

Arrivo: 1 745 m s.l.m.

Dislivello: 690 m

Tracciatore: Alberto Ghidoni

2ª manche:

Ore: 

Pista: 

Partenza: 

Arrivo: 

Dislivello: 

Tracciatore: 